# Maolsheachlainn mac Uilliam Buidhe
Maolsheachlainn mac Uilliam Buidhe Ó Cellaigh (mort en 1402) est le 14e roi d'Uí Maine issu de la lignée des Ó Ceallaigh (anglicisé en  O' Kellys)  il règne de  1381 à 1402.

## Contexte
Maolseachlainn est le fils et successeur de Uilliam Buidhe mac Donnchadha Muimhnigh le précédent monarque, il poursuit l'expansion du royaume et développe le prestige qu'Uillaim Buidhe avait retrouvé . Les frontières sont rétablies et les domaines perdus au XIIIe siècle face au comte d'Ulster sont repris aux dépens de ses successeurs les  Burke de Clanricard. Finalement le pouvoir des  Ó Cellaigh s'étend à quelques lieux de Loughrea, la principale place forte des Clanricard. Les Annales d'Ulster relèvent à sa mort qu'il était « homme plein de générosité, de savoir et de sincérité, mort après avoir fait pénitence ». À l'époque de son gouvernement la paix régnait dans le Sil-Cellaigh et la seigneurie d'Uí Maine passa à son fils Conchobhar Ó Cellaigh

## Postérité
Maolseachlainn laisse une vaste postérité ce qui générera de multiples conflits de succession:
- Brian   tánaiste († 1393)[5] ;
- Domhnall († 1393) [6]
- Edmond († 1393) [6]
- Ruaidhri († 1395) [7] ;
- Conchobhar an Abaidh mac Maolsheachlainn :
- Tadhg Ruadh mac Maolsheachlainn ;
- Donnchadh mac Maolsheachlainn ;
- Uilliam Ruadh tánaiste  († 1420) père de Aodh na gCailleach mac Uilliam Ruaidh et de Tadhg Caoch mac Uilliam Ruaidh.

## Sources
- (en) T.W Moody, F.X. Martin et F.J. Byrne, A New History of Ireland IX Maps, Genealogies, Lists. A companion to Irish History part II, Oxford, Oxford University Press, 2011, 690 p. (ISBN 978-0-19-959306-4).